# Landscape Brilliant Center
Le Landscape Brilliant Center est un gratte-ciel construit dans l'ouest de la Chine à Hefei de 2013 à 2016. 
C'est l'un des cinq plus haut gratte-ciel de Hefei
L'architecte est l'agence Vx3.